# Welton (Northamptonshire)
Pour les articles homonymes, voir Welton.
Welton est une paroisse civile et un village du Northamptonshire, en Angleterre.